# Karolina Ramqvist
Annika Karolina Ramqvist, under en period Virtanen Ramqvist, född 8 november 1976 i Göteborg, är en svensk författare, manusförfattare och kritiker.

## Biografi
Ramqvist föddes i Göteborg men växte upp i Nacka och på Södermalm i Stockholm. 
Ramqvists debut var essäsamlingen När svenska pojkar började dansa (1997) som handlar om musik och populärkultur. Hon blev uppmärksammad när hon som 21-åring publicerade ett brev från Ulf Lundell i antologin Fittstim. I romanen More Fire från 2002 behandlar Ramqvist Jamaica och frihet och bundenhet på gränsen mellan första och tredje världen. Romanen Flickvännen (2009) handlar om en kvinnas beroende av en destruktiv man. Hon skrev 2015 en fristående uppföljare till den romanen, Den vita staden. Flickvännen sattes även upp på Uppsala stadsteater 2019.
Ramqvist har skrivit romaner, noveller och essäer och översatts till flera språk. Hon har varit chefredaktör för tidskriften Arena och kritiker i Dagens Nyheter och har bland annat skrivit manus till Jane Magnussons prisbelönta kortfilm Cupcake. 
Ramqvist, som är sondotter till The Svedberg, är gift med journalisten Fredrik Virtanen som hon har två barn med.

## Priser och utmärkelser
- 1999 – Sveriges Tidskrifters Årets Medierookie
- 2002 – SKAM:s debutantpris för More Fire
- 2003 – Sveriges Essäfonds pris för essän "Den globala terapin" (Arena 3/2003)[4]
- 2009 – Tidningen Vi:s litteraturpris för Flickvännen[5]
- 2010 – Nominerad till Sveriges Radios romanpris för Flickvännen
- 2013 – Stockholms stads kulturstipendium för Alltings början
- 2015 – P.O. Enquists pris för Den vita staden[6]
- 2015 – Nominerad till Svenska Dagbladets litteraturpris för Den vita staden
- 2015 – Albert Bonniers Stipendiefond för svenska författare för Den vita staden
- 2018 – Nominerad till The Petrona Award för The White City
- 2019 – Nominerad till Nöjesguidens Stockholmspris för Björnkvinnan
- 2020 – Stina Aronsons pris[7]
- 2022 – Stockholms stads hederspris (hederspriset i litteratur)[8]
- 2023 – Aniarapriset för Bröd och mjölk
- 2024 – Signe Ekblad-Eldhs pris[9]
- 2024 – Nominerad till Augustpriset för Den första boken
- 2025 – Sveriges Radios romanpris för Den första boken[10]